# Semanotus undatus
Semanotus undatus (лат.) — вид жуков-усачей из подсемейства настоящих усачей. Распространён в Европе, России и Монголии. Личинки развиваются на различных хвойных деревьях, в частности елях (ель обыкновенная). Длина тела взрослых насекомых 7—14 мм.